# Nagy Imre (történész)
Alsószopori Nagy Imre (Németkeresztúr (Sopron vármegye), 1822. július 1. – Budapest, 1894. május 5.) a Magyar Királyi Kúria bírája, a Magyar Tudományos Akadémia rendes tagja.

## Élete
Nagy István mérnök és rádóci Marton Eszter fia. Felsőbb iskoláit Sopronban végezte, ahol 1838–40-ben bölcselethallgató volt; 1840–42-ben Pozsonyban az evangélikus líceumban jogot tanult. 1842-ben Szemerey Sándor, Eszterházy herceg főügyésze mellett joggyakornok, 1843-ban Pozsonyban táblai hites jegyző és az országgyűlés kezdetétől fogva Sőtér Ferenc Moson megyei alispán és országgyűlési követ mellett írnok volt. 1848. október 2-től 27-ig részt vett az 1848–49-es forradalom és szabadságharcban, egyszersmind megyei tisztviselő volt. 1854-ben Kaposvárra törvényszéki tanácsossá nevezték ki, ahol 1856-ban úrbéri törvényszéki ülnök lett; egyúttal végezte Somogy vármegye úrbéri rendezését és a marosdi pusztán talált 3793 darab régi pénzt ismertette. 1861-ben uradalmi ügyész volt Magyaróvárt és azon évben kinevezték dunántúli kerületi táblai jegyzőnek Kőszegre, ahol 1862-ben táblai ülnök lett. 1863-ban a dunántúli történetkedvelők társulatának egyik kezdeményezője és létrehozója volt. 1867-ben Kőszeg városa díszpolgárrá választotta. 1869. május 10-én lett királyi táblai rendes bíró Pesten, 1870-ben a Királyi Kúriánál kisegítő bíró és ezen év május 25-től a Magyar Tudományos Akadémia levelező tagjának választotta (1886. május 6-án lett rendes tag). 1872-ben a belügyminisztérium az Országos Levéltár felállítására összehívott ankét tagjául választotta, 1874-ben pedig az igazságügyi miniszter kiküldte a dunántúli bíróságok ügymenetelének hivatalos megvizsgálására. 1875-ben magyar királyi kúriai rendes bíró lett. 1878-ban az Országos Levéltár hivatalos tiszti vizsgáinál vizsgabiztos és 1880-ban a Somogy megyei régészeti és történeti társulat tiszteletbeli tagja lett. 1887-ben pedig Bars megye törvényhatósága (1889-ben Hont vármegye) megkeresésére a történelmi társulat a megye idegen hangzású községneveinek visszamagyarosítására alakult bizottság elnökéül választotta. 1891-ben királyi kúriai tanácsvezető lett. Nagy érdeme van a heraldikai és genealógiai társaság létrehozása körül, melynek alelnöke volt. A magyar történelmi társulatnak alapításától (1867) fogva, úgy az országos régészeti társulatnak is igazgató választmányi tagja volt.

## Írásai
Cikkei az Uj Magyar Múzeumban (Répczemelléki név alatt: 1853. I., Egy XVII. századbeli históriai költemény; 1854. II., Historiai forgácsok: Egy tárgyalási jegyzőkönyv a XVII. század elejéről, 1855. I., Két okirat a XIII. századból), a Győri tört.- és rég. Füzetekben (II. 1863., Mayd, Zazloph, Szabó Márton és Ospordány sopronmegyei régi helységekről, III. 1865. Az almádi konvent, Gróf Széchyeknek Kőszegeni tartózkodás- és birtoklásukról, A kőszegi ifjak táncz- és mulatsági szabályai 1679-ből, Sopron város délnyugati környéke a XIII. században, IV. 1868, A nagy-martoni s Fraknói grófok, Koronaőreink 1526-ban); a Vasárnapi Ujságban (1866. A lakompaki ütközet ideje s az ottani síremlék, Petőfinek egy ifjúkori levele, Graecz 1840. ápr. 30); a Századokban (1867. Egy magyar emlékirat a XVI. századból, Martonfalvay Imre deáknak XVI. századi emlékirata, 1868. A kismartoni és keszthelyi levéltárakról, Esterházy Ferencznek; Miklós nádor atyjának levele 1597-ből, A budai csonktatorony pecsétje 1661, 1869. Nagy Lajosnak 1368. kiadványa Bolgárországból, 1869. A zsélyi bizottság jelentése, A Fertő régi áradásai, 1870. Jelentése és regestái a szombathelyi levéltárakból s az Egerváry, Chehi Pogány, Rumy, Szelestey család okm., 1871. Gróf Nádasdy Ferencz két utasítása 1646. és 1651., A Lajta mint határfolyam, székf., Adalék a Bács és Bodrog vármegyei főispánokhoz, Jelentés az ungi kisebb levéltárakról, Észrevételek a Beregvármegyei főispánok névsorára, 1872. A Görgey család Árpádkori okmányai, Magyar onomasticon, Észrevételek Cs. P. úrnak czikkére, II. József császár és Katalin orosz czárnő, hogyan jutott Thúry György Palotára, Kőszegi magyar csizmadia czéh-pecsét 1629-ből, A markusfalvi bizottság jelentése, 1875. Petneházy oklevelek, 1883. Sopron multja, a m. tört. társulat 1883. vidéki kirándulása, A ligvándi bizottság jelentése); a Turulban (1883. A Vezekény nemzetség és a gróf Czirákyak, A Tomaj nemzetségbeli Losonczi család őseiről, 1884. A Kisfaludyak czímeres levele, 1890. Kis Károly király egy oklevele, 1893. A Gyalokay-család czímere 1418. évből, A Szecsődy-család és 1418. évi czímere, 1896. A Kisfaludy-család leszármazása); a M. Könyv-Szemlében (1888. Adatok a hazai középkori könyvtárak történetéhez: Egy 1488. oklevél, 1889. Két 1433. évi oklevél); a Magyarország egyházi földleírása a XIV. század elején cz. műben, szerk. Ortvay Tivadar (Bpest, 1891. A veszprémi püspökség); a m. tört. társulat negyedszázados fennállásának Emlékkönyvében (1892. A dunántúli történetkedvelők).

## Munkái
- Hazai Okmánytár. (Codes diplomaticus patrius). Győr és Bpest, 1865-91. Nyolc kötet. (I-V. köt. Győr, 1865-73. VI-VIII. k. Budapest, 1876, 1880, 1891. mások társaságában, a VIII. kötetet egyedül).
- A zichi és vásonkeői gr. Zichy család idősb ágának Okmánytára (Codes diplomaticus domus senioris comitum Zichy de Zich et Vásonkeő). Pest (Bpest), 1871–94. Hat kötet. (Az I–IV. kötetet 1871, 1872, 1874, 1878. szerkesztette Nagy Ivánnal és Véghelyi Dezsővel, az V. és VI. kötetet, Budapest, 1888, 1894. egyedül. Ismertetés Századok, 1878)
- Anjoukori Okmánytár. (Codex diplom. Hungaricus Andegavensis). Budapest, 1878-1891. Hat kötet. (I. 1878, II. 1881, III. 1883, IV. 1884, V. 1887, VI. 1891) Ötödik kötet
- Hazai Oklevéltár 1234-1536. Budapest, 1879 (Szerk. Deák Farkassal és Nagy Gyulával együtt)
- Zala vármegye története. Oklevéltár. Bpest, 1886, 1890. Két kötet. (Szerk. Véghelyi Dezsővel és Nagy Gyulával)
- Sopron vármegye története. Oklevéltár. Sopron, 1889, 1891. Két kötet. (Ism. Századok 1889. 794. l.)
- A Pécz nemzetség örökösödési pere 1825-33. Székfoglaló értekezés. Bpest, 1892. (Értekezések a tört. tud. köréből XV. 10.)

Levelei Pesty Frigyeshez: Kőszeg 1865. szept. 20., 1868. jan. 21., máj. 19., 1869. márc. 2., Kemenes-Mihályfa 1870. aug. 3., Pest 1871. jún. 5., Ostfiasszonyfa 1877. aug. 2., 13., Bpest 1888. nov. 21., 1886. ápr. 2.; Rómer Flórishoz, Bpest 1871. okt. 8., 1880. máj. 3. (a Magyar Nemzeti Múzeumban); többi kéziratai is a Magyar Nemzeti Múzeumba kerültek.

## Házassága és gyermekei
Feleségül vette mernyei Molnár Matildot (1836–1899). A frigyből származott:
- alsószopori Nagy Imre
- dr. alsószopori Nagy Kálmán
- alsószopori Nagy Jolán
- alsószopori Nagy Matild